# センネンダイ
センネンダイ（千年鯛、学名 Lutjanus sebae） は、スズキ目・フエダイ科に分類される魚の一種。インド太平洋の熱帯海域に分布する大型のフエダイで、体側に3本の帯模様が入るのが特徴である。沖縄ではサンバナーと呼ばれる。

## 特徴
成魚は全長60cmほど、稀に90cmに達し、フエダイ科の中でも大型種である。他のフエダイ属と同様に体は側扁し体高が高く、口は前に突き出る。
体は淡赤色で、体側に3本の太い赤帯模様がある。前の帯は背鰭前端から目を通って口へ、真ん中の帯は背鰭の第3-7棘条から腹へ、後ろの帯は背鰭軟条部から尾の下へそれぞれ走っている。この独特の帯模様はしばしば漢字の「川」や「小」にも例えられる。ただし大型個体では帯模様が薄れ全身が赤褐色になることもある。また幼魚の帯模様は黒に近い暗赤色をしている。
帯模様の他に、背鰭と臀鰭の軟条部は三角形に尖り後ろへ突き出ること、胸鰭以外の各鰭の先端が黒く縁取られることも特徴である。

### 生態
アフリカ東岸・南日本・ニューカレドニア・オーストラリアまで、インド太平洋の熱帯海域に広く分布する。南日本での個体数は多くないが、本州・四国南岸や九州でたまに見られ、南西諸島でやや多くなる。
水深180mまでの、浅い海の岩礁・サンゴ礁周辺に生息する。深場では岩礁から離れた砂底で漁獲されることもある。幼魚は海岸近くで見られ、マングローブ域にも入る。また幼魚はガンガゼなどウニ類との共生が見られる。
単独か、同じくらいの大きさの個体で小さな群れを作って生活する。食性は肉食性で、小魚・甲殻類・頭足類など小動物を幅広く捕食する。

## 利用
釣り・定置網・底引き網などの沿岸漁業で漁獲される。日本ではあまり漁獲されないが、台湾や中国南部の海南島などでは漁獲量も多く、重要な食用魚となっている。ただし大型個体ではシガテラ中毒も報告されている。シンガポールやオーストラリアでは高級魚である
鮮やかな体色で大型になることから、水族館などで飼育されることもある。